# 파인드 뉴질랜드 아티스츠
파인드 뉴질랜드 아티스츠(Find New Zealand Artists, FNZA) 또는 뉴질랜드 예술가 찾기는 2013년 오클랜드 아트 갤러리 토이 오 타마키(Toi o Tāmaki)와 크라이스트처치 아트 갤러리 테 푸나 오 와이웨투(Te Puna o Waiwhetu)가 공동으로 구축한 데이터베이스이다. 12개의 뉴질랜드 미술관과 도서관이 보유한 기록을 바탕으로 구축되었으며, 초기부터 17,000명이 넘는 뉴질랜드 예술가에 대한 정보를 포함하고 있다.
이 프로젝트는 뉴질랜드 예술 협회(AAG)의 캐서린 해먼드(Catherine Hammond)와 뉴질랜드 예술 협회(CAG)의 제니 하퍼(Jenny Harper)의 협력으로 시작되었으며, 테 파파 국립 서비스(Te Papa National Services)의 초기 지원금을 받았다.
2021년 3월 현재, 이 웹 기반 데이터베이스에는 20,000명이 넘는 예술가에 대한 기록이 보관되어 있다.